# Bluebird Nordic
Bluebird Nordic fue una aerolínea de carga con sede en Reikiavik (Islandia) que operó servicios de carga regulares o chárter desde y hacia Islandia y Europa. Su base principal fue el aeropuerto Internacional de Keflavík, con hubs secundarios en el Aeropuerto de Lieja y en el Aeropuerto de East Midlands. 

## Historia
La aerolínea fue fundada en 1999 y comenzó a operar en marzo de 2001. Fue fundada por un grupo de islandeses con una gran experiencia en la aviación y en el transporte aéreo de carga. Las operaciones comenzaron con servicios cargueros diarios entre Islandia, Reino Unido y Alemania con un solo Boeing 737-300. Fue propiedad total de Icelandair Group hasta 2010 y para entonces contaba con 63 empleados.
En 2014, la aerolínea fue comprada por Haru Holding y Steinn Logi Björnsson se convirtió en su director general. En 2017, la empresa cambió su nombre de Bluebird Cargo a Bluebird Nordic. En enero de 2020, Avia Solutions Group adquirió el 100% de Bluebird Nordic.
En agosto de 2021, Bluebird Nordic anunció planes para aumentar su flota de Boeing 737-800 a 25 para 2024. El 4 de enero de 2022, Bluebird Nordic adquirió un Boeing 777-300ER que anteriormente operaba Emirates. El 25 de enero de 2022, Bluebird Nordic adquirió otro 777-300ER que anteriormente operaba Cathay Pacific. En abril de 2022, Bluebird Nordic nombró a Audrone Keinyte como nuevo director general.
Bluebird Nordic cesó sus operaciones el 30 de abril de 2024 y devolvió todas las aeronaves a sus arrendadores.

## Antiguos destinos
Bluebird Cargo operó durante su existencia servicios de carga a los siguientes destinos internacionales:

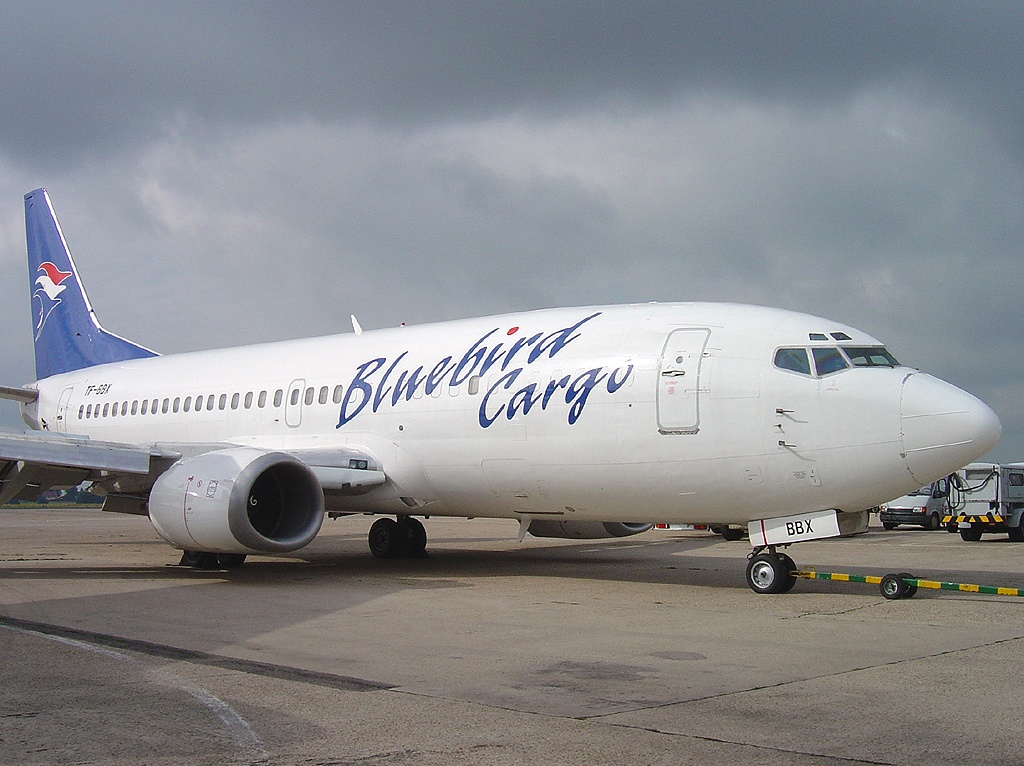
Boeing 737 en Luxemburgo.

| Países      | Destinos       | Aeropuertos                               |
| ----------- | -------------- | ----------------------------------------- |
| Alemania    | Colonia        | Aeropuerto de Colonia/Bonn                |
| Alemania    | Leipzig        | Aeropuerto de Leipzig/Halle               |
| Austria     | Linz           | Aeropuerto de Linz                        |
| Bélgica     | Lieja          | Aeropuerto de Lieja                       |
| Canadá      | Moncton        | Aeropuerto Internacional del Gran Moncton |
| Dinamarca   | Billund        | Aeropuerto de Billund                     |
| Eslovenia   | Liubliana      | Aeropuerto de Liubliana                   |
| Francia     | París          | Aeropuerto de París-Charles de Gaulle     |
| Francia     | Saint-Louis    | Aeropuerto de Basilea-Mulhouse-Friburgo   |
| Francia     | Toulouse       | Aeropuerto de Toulouse-Blagnac            |
| Irlanda     | Shannon        | Aeropuerto Internacional de Shannon       |
| Islandia    | Reikiavik      | Aeropuerto Internacional de Keflavík HUB  |
| Italia      | Catania        | Aeropuerto de Catania-Fontanarossa        |
| Italia      | Roma           | Aeropuerto de Roma-Fiumicino              |
| Italia      | Venecia        | Aeropuerto Internacional Marco Polo       |
| Reino Unido | Leicestershire | Aeropuerto de East Midlands               |
| Suiza       | Ginebra        | Aeropuerto Internacional de Ginebra       |

## Flota histórica
La aerolínea durante su existencia operó las siguientes aeronaves:
| Aeronaves           | Total | Introducido | Retirado | Matrículas                                                      |
| ------------------- | ----- | ----------- | -------- | --------------------------------------------------------------- |
| Boeing 737-300F     | 4     | 2017        | 2022     | TF-BBD, TF-BBE, TF-BBF y TF-BBG                                 |
| Boeing 737-400F     | 7     | 2017        | 2024     | TF-BBH, TF-BBJ, TF-BBK, TF-BBL, TF-BBM, TF-BBN y TF-BBO         |
| Boeing 737-800F     | 8     | 2021        | 2024     | TF-BBP, TF-BBQ, TF-BBR, TF-BBS, TF-BBT, TF-BBU, TF-BBV y TF-BBY |
| Boeing 777-200ER(F) | 1     | 2022        | 2024     | TF-BBX                                                          |
| Boeing 777-300ER(F) | 3     | 2022        | 2024     | TF-BBA, TF-BBB y TF-BBC                                         |